# جبیت
جبیت (به عربی: جبیت) یک منطقهٔ مسکونی در سودان است که در دریای سرخ (ایالت سودان) واقع شده‌است.